# Марк Тајманов
Марк Јевгенјевич Тајманов (рус. Марк Евгеньевич Тайманов; Харков, 7. фебруар 1926 — Санкт Петербург, 28. новембар 2016) био је совјетски и руски шахиста, један од најбољих шахиста на свету више од пола века. Био је два пута изазивач светском прваку, 1953. где се пласирао на осмо место, и 1971. када је изгубио меч од Бобија Фишера, шампион је на шаховској олимпијади (1956), два пута шампион света за ветеране (1993, 1994), шампион СССР-а (1956) и победник на више од 80 међународних турнира.
Тајманов је и аутор више од 20 књига о теорији шаха које је издао на неколико светских језика.
Паралелно са шахом, Тајманов је био врхунски концертни пијаниста. Заједно са Љубов Брук били су најбољи клавирски дуо двадесетог века.
Варијанте у Сицилијанској одбрани и Нимцо-индијској одбрани су назване његовим именом.

## Биографија
Рођен је 7. фебруара 1926. у Харкову, СССР (данашња Украјина). Са 23 године је постао шаховски велемајстор.

## Каријера
|   | a | b | c | d | e | f | g | h |   |
| 8 | a8 black rook · c8 black bishop · d8 black queen · e8 black king · h8 black rook · a7 black pawn · b7 black pawn · c7 black pawn · d7 black pawn · f7 black pawn · g7 black pawn · h7 black pawn · c6 black knight · e6 black pawn · f6 black knight · b4 black bishop · c4 white pawn · d4 white pawn · c3 white knight · e3 white pawn · a2 white pawn · b2 white pawn · f2 white pawn · g2 white pawn · h2 white pawn · a1 white rook · c1 white bishop · d1 white queen · e1 white king · f1 white bishop · g1 white knight · h1 white rook | a8 black rook · c8 black bishop · d8 black queen · e8 black king · h8 black rook · a7 black pawn · b7 black pawn · c7 black pawn · d7 black pawn · f7 black pawn · g7 black pawn · h7 black pawn · c6 black knight · e6 black pawn · f6 black knight · b4 black bishop · c4 white pawn · d4 white pawn · c3 white knight · e3 white pawn · a2 white pawn · b2 white pawn · f2 white pawn · g2 white pawn · h2 white pawn · a1 white rook · c1 white bishop · d1 white queen · e1 white king · f1 white bishop · g1 white knight · h1 white rook | a8 black rook · c8 black bishop · d8 black queen · e8 black king · h8 black rook · a7 black pawn · b7 black pawn · c7 black pawn · d7 black pawn · f7 black pawn · g7 black pawn · h7 black pawn · c6 black knight · e6 black pawn · f6 black knight · b4 black bishop · c4 white pawn · d4 white pawn · c3 white knight · e3 white pawn · a2 white pawn · b2 white pawn · f2 white pawn · g2 white pawn · h2 white pawn · a1 white rook · c1 white bishop · d1 white queen · e1 white king · f1 white bishop · g1 white knight · h1 white rook | a8 black rook · c8 black bishop · d8 black queen · e8 black king · h8 black rook · a7 black pawn · b7 black pawn · c7 black pawn · d7 black pawn · f7 black pawn · g7 black pawn · h7 black pawn · c6 black knight · e6 black pawn · f6 black knight · b4 black bishop · c4 white pawn · d4 white pawn · c3 white knight · e3 white pawn · a2 white pawn · b2 white pawn · f2 white pawn · g2 white pawn · h2 white pawn · a1 white rook · c1 white bishop · d1 white queen · e1 white king · f1 white bishop · g1 white knight · h1 white rook | a8 black rook · c8 black bishop · d8 black queen · e8 black king · h8 black rook · a7 black pawn · b7 black pawn · c7 black pawn · d7 black pawn · f7 black pawn · g7 black pawn · h7 black pawn · c6 black knight · e6 black pawn · f6 black knight · b4 black bishop · c4 white pawn · d4 white pawn · c3 white knight · e3 white pawn · a2 white pawn · b2 white pawn · f2 white pawn · g2 white pawn · h2 white pawn · a1 white rook · c1 white bishop · d1 white queen · e1 white king · f1 white bishop · g1 white knight · h1 white rook | a8 black rook · c8 black bishop · d8 black queen · e8 black king · h8 black rook · a7 black pawn · b7 black pawn · c7 black pawn · d7 black pawn · f7 black pawn · g7 black pawn · h7 black pawn · c6 black knight · e6 black pawn · f6 black knight · b4 black bishop · c4 white pawn · d4 white pawn · c3 white knight · e3 white pawn · a2 white pawn · b2 white pawn · f2 white pawn · g2 white pawn · h2 white pawn · a1 white rook · c1 white bishop · d1 white queen · e1 white king · f1 white bishop · g1 white knight · h1 white rook | a8 black rook · c8 black bishop · d8 black queen · e8 black king · h8 black rook · a7 black pawn · b7 black pawn · c7 black pawn · d7 black pawn · f7 black pawn · g7 black pawn · h7 black pawn · c6 black knight · e6 black pawn · f6 black knight · b4 black bishop · c4 white pawn · d4 white pawn · c3 white knight · e3 white pawn · a2 white pawn · b2 white pawn · f2 white pawn · g2 white pawn · h2 white pawn · a1 white rook · c1 white bishop · d1 white queen · e1 white king · f1 white bishop · g1 white knight · h1 white rook | a8 black rook · c8 black bishop · d8 black queen · e8 black king · h8 black rook · a7 black pawn · b7 black pawn · c7 black pawn · d7 black pawn · f7 black pawn · g7 black pawn · h7 black pawn · c6 black knight · e6 black pawn · f6 black knight · b4 black bishop · c4 white pawn · d4 white pawn · c3 white knight · e3 white pawn · a2 white pawn · b2 white pawn · f2 white pawn · g2 white pawn · h2 white pawn · a1 white rook · c1 white bishop · d1 white queen · e1 white king · f1 white bishop · g1 white knight · h1 white rook | 8 |
| 7 | a8 black rook · c8 black bishop · d8 black queen · e8 black king · h8 black rook · a7 black pawn · b7 black pawn · c7 black pawn · d7 black pawn · f7 black pawn · g7 black pawn · h7 black pawn · c6 black knight · e6 black pawn · f6 black knight · b4 black bishop · c4 white pawn · d4 white pawn · c3 white knight · e3 white pawn · a2 white pawn · b2 white pawn · f2 white pawn · g2 white pawn · h2 white pawn · a1 white rook · c1 white bishop · d1 white queen · e1 white king · f1 white bishop · g1 white knight · h1 white rook | a8 black rook · c8 black bishop · d8 black queen · e8 black king · h8 black rook · a7 black pawn · b7 black pawn · c7 black pawn · d7 black pawn · f7 black pawn · g7 black pawn · h7 black pawn · c6 black knight · e6 black pawn · f6 black knight · b4 black bishop · c4 white pawn · d4 white pawn · c3 white knight · e3 white pawn · a2 white pawn · b2 white pawn · f2 white pawn · g2 white pawn · h2 white pawn · a1 white rook · c1 white bishop · d1 white queen · e1 white king · f1 white bishop · g1 white knight · h1 white rook | a8 black rook · c8 black bishop · d8 black queen · e8 black king · h8 black rook · a7 black pawn · b7 black pawn · c7 black pawn · d7 black pawn · f7 black pawn · g7 black pawn · h7 black pawn · c6 black knight · e6 black pawn · f6 black knight · b4 black bishop · c4 white pawn · d4 white pawn · c3 white knight · e3 white pawn · a2 white pawn · b2 white pawn · f2 white pawn · g2 white pawn · h2 white pawn · a1 white rook · c1 white bishop · d1 white queen · e1 white king · f1 white bishop · g1 white knight · h1 white rook | a8 black rook · c8 black bishop · d8 black queen · e8 black king · h8 black rook · a7 black pawn · b7 black pawn · c7 black pawn · d7 black pawn · f7 black pawn · g7 black pawn · h7 black pawn · c6 black knight · e6 black pawn · f6 black knight · b4 black bishop · c4 white pawn · d4 white pawn · c3 white knight · e3 white pawn · a2 white pawn · b2 white pawn · f2 white pawn · g2 white pawn · h2 white pawn · a1 white rook · c1 white bishop · d1 white queen · e1 white king · f1 white bishop · g1 white knight · h1 white rook | a8 black rook · c8 black bishop · d8 black queen · e8 black king · h8 black rook · a7 black pawn · b7 black pawn · c7 black pawn · d7 black pawn · f7 black pawn · g7 black pawn · h7 black pawn · c6 black knight · e6 black pawn · f6 black knight · b4 black bishop · c4 white pawn · d4 white pawn · c3 white knight · e3 white pawn · a2 white pawn · b2 white pawn · f2 white pawn · g2 white pawn · h2 white pawn · a1 white rook · c1 white bishop · d1 white queen · e1 white king · f1 white bishop · g1 white knight · h1 white rook | a8 black rook · c8 black bishop · d8 black queen · e8 black king · h8 black rook · a7 black pawn · b7 black pawn · c7 black pawn · d7 black pawn · f7 black pawn · g7 black pawn · h7 black pawn · c6 black knight · e6 black pawn · f6 black knight · b4 black bishop · c4 white pawn · d4 white pawn · c3 white knight · e3 white pawn · a2 white pawn · b2 white pawn · f2 white pawn · g2 white pawn · h2 white pawn · a1 white rook · c1 white bishop · d1 white queen · e1 white king · f1 white bishop · g1 white knight · h1 white rook | a8 black rook · c8 black bishop · d8 black queen · e8 black king · h8 black rook · a7 black pawn · b7 black pawn · c7 black pawn · d7 black pawn · f7 black pawn · g7 black pawn · h7 black pawn · c6 black knight · e6 black pawn · f6 black knight · b4 black bishop · c4 white pawn · d4 white pawn · c3 white knight · e3 white pawn · a2 white pawn · b2 white pawn · f2 white pawn · g2 white pawn · h2 white pawn · a1 white rook · c1 white bishop · d1 white queen · e1 white king · f1 white bishop · g1 white knight · h1 white rook | a8 black rook · c8 black bishop · d8 black queen · e8 black king · h8 black rook · a7 black pawn · b7 black pawn · c7 black pawn · d7 black pawn · f7 black pawn · g7 black pawn · h7 black pawn · c6 black knight · e6 black pawn · f6 black knight · b4 black bishop · c4 white pawn · d4 white pawn · c3 white knight · e3 white pawn · a2 white pawn · b2 white pawn · f2 white pawn · g2 white pawn · h2 white pawn · a1 white rook · c1 white bishop · d1 white queen · e1 white king · f1 white bishop · g1 white knight · h1 white rook | 7 |
| 6 | a8 black rook · c8 black bishop · d8 black queen · e8 black king · h8 black rook · a7 black pawn · b7 black pawn · c7 black pawn · d7 black pawn · f7 black pawn · g7 black pawn · h7 black pawn · c6 black knight · e6 black pawn · f6 black knight · b4 black bishop · c4 white pawn · d4 white pawn · c3 white knight · e3 white pawn · a2 white pawn · b2 white pawn · f2 white pawn · g2 white pawn · h2 white pawn · a1 white rook · c1 white bishop · d1 white queen · e1 white king · f1 white bishop · g1 white knight · h1 white rook | a8 black rook · c8 black bishop · d8 black queen · e8 black king · h8 black rook · a7 black pawn · b7 black pawn · c7 black pawn · d7 black pawn · f7 black pawn · g7 black pawn · h7 black pawn · c6 black knight · e6 black pawn · f6 black knight · b4 black bishop · c4 white pawn · d4 white pawn · c3 white knight · e3 white pawn · a2 white pawn · b2 white pawn · f2 white pawn · g2 white pawn · h2 white pawn · a1 white rook · c1 white bishop · d1 white queen · e1 white king · f1 white bishop · g1 white knight · h1 white rook | a8 black rook · c8 black bishop · d8 black queen · e8 black king · h8 black rook · a7 black pawn · b7 black pawn · c7 black pawn · d7 black pawn · f7 black pawn · g7 black pawn · h7 black pawn · c6 black knight · e6 black pawn · f6 black knight · b4 black bishop · c4 white pawn · d4 white pawn · c3 white knight · e3 white pawn · a2 white pawn · b2 white pawn · f2 white pawn · g2 white pawn · h2 white pawn · a1 white rook · c1 white bishop · d1 white queen · e1 white king · f1 white bishop · g1 white knight · h1 white rook | a8 black rook · c8 black bishop · d8 black queen · e8 black king · h8 black rook · a7 black pawn · b7 black pawn · c7 black pawn · d7 black pawn · f7 black pawn · g7 black pawn · h7 black pawn · c6 black knight · e6 black pawn · f6 black knight · b4 black bishop · c4 white pawn · d4 white pawn · c3 white knight · e3 white pawn · a2 white pawn · b2 white pawn · f2 white pawn · g2 white pawn · h2 white pawn · a1 white rook · c1 white bishop · d1 white queen · e1 white king · f1 white bishop · g1 white knight · h1 white rook | a8 black rook · c8 black bishop · d8 black queen · e8 black king · h8 black rook · a7 black pawn · b7 black pawn · c7 black pawn · d7 black pawn · f7 black pawn · g7 black pawn · h7 black pawn · c6 black knight · e6 black pawn · f6 black knight · b4 black bishop · c4 white pawn · d4 white pawn · c3 white knight · e3 white pawn · a2 white pawn · b2 white pawn · f2 white pawn · g2 white pawn · h2 white pawn · a1 white rook · c1 white bishop · d1 white queen · e1 white king · f1 white bishop · g1 white knight · h1 white rook | a8 black rook · c8 black bishop · d8 black queen · e8 black king · h8 black rook · a7 black pawn · b7 black pawn · c7 black pawn · d7 black pawn · f7 black pawn · g7 black pawn · h7 black pawn · c6 black knight · e6 black pawn · f6 black knight · b4 black bishop · c4 white pawn · d4 white pawn · c3 white knight · e3 white pawn · a2 white pawn · b2 white pawn · f2 white pawn · g2 white pawn · h2 white pawn · a1 white rook · c1 white bishop · d1 white queen · e1 white king · f1 white bishop · g1 white knight · h1 white rook | a8 black rook · c8 black bishop · d8 black queen · e8 black king · h8 black rook · a7 black pawn · b7 black pawn · c7 black pawn · d7 black pawn · f7 black pawn · g7 black pawn · h7 black pawn · c6 black knight · e6 black pawn · f6 black knight · b4 black bishop · c4 white pawn · d4 white pawn · c3 white knight · e3 white pawn · a2 white pawn · b2 white pawn · f2 white pawn · g2 white pawn · h2 white pawn · a1 white rook · c1 white bishop · d1 white queen · e1 white king · f1 white bishop · g1 white knight · h1 white rook | a8 black rook · c8 black bishop · d8 black queen · e8 black king · h8 black rook · a7 black pawn · b7 black pawn · c7 black pawn · d7 black pawn · f7 black pawn · g7 black pawn · h7 black pawn · c6 black knight · e6 black pawn · f6 black knight · b4 black bishop · c4 white pawn · d4 white pawn · c3 white knight · e3 white pawn · a2 white pawn · b2 white pawn · f2 white pawn · g2 white pawn · h2 white pawn · a1 white rook · c1 white bishop · d1 white queen · e1 white king · f1 white bishop · g1 white knight · h1 white rook | 6 |
| 5 | a8 black rook · c8 black bishop · d8 black queen · e8 black king · h8 black rook · a7 black pawn · b7 black pawn · c7 black pawn · d7 black pawn · f7 black pawn · g7 black pawn · h7 black pawn · c6 black knight · e6 black pawn · f6 black knight · b4 black bishop · c4 white pawn · d4 white pawn · c3 white knight · e3 white pawn · a2 white pawn · b2 white pawn · f2 white pawn · g2 white pawn · h2 white pawn · a1 white rook · c1 white bishop · d1 white queen · e1 white king · f1 white bishop · g1 white knight · h1 white rook | a8 black rook · c8 black bishop · d8 black queen · e8 black king · h8 black rook · a7 black pawn · b7 black pawn · c7 black pawn · d7 black pawn · f7 black pawn · g7 black pawn · h7 black pawn · c6 black knight · e6 black pawn · f6 black knight · b4 black bishop · c4 white pawn · d4 white pawn · c3 white knight · e3 white pawn · a2 white pawn · b2 white pawn · f2 white pawn · g2 white pawn · h2 white pawn · a1 white rook · c1 white bishop · d1 white queen · e1 white king · f1 white bishop · g1 white knight · h1 white rook | a8 black rook · c8 black bishop · d8 black queen · e8 black king · h8 black rook · a7 black pawn · b7 black pawn · c7 black pawn · d7 black pawn · f7 black pawn · g7 black pawn · h7 black pawn · c6 black knight · e6 black pawn · f6 black knight · b4 black bishop · c4 white pawn · d4 white pawn · c3 white knight · e3 white pawn · a2 white pawn · b2 white pawn · f2 white pawn · g2 white pawn · h2 white pawn · a1 white rook · c1 white bishop · d1 white queen · e1 white king · f1 white bishop · g1 white knight · h1 white rook | a8 black rook · c8 black bishop · d8 black queen · e8 black king · h8 black rook · a7 black pawn · b7 black pawn · c7 black pawn · d7 black pawn · f7 black pawn · g7 black pawn · h7 black pawn · c6 black knight · e6 black pawn · f6 black knight · b4 black bishop · c4 white pawn · d4 white pawn · c3 white knight · e3 white pawn · a2 white pawn · b2 white pawn · f2 white pawn · g2 white pawn · h2 white pawn · a1 white rook · c1 white bishop · d1 white queen · e1 white king · f1 white bishop · g1 white knight · h1 white rook | a8 black rook · c8 black bishop · d8 black queen · e8 black king · h8 black rook · a7 black pawn · b7 black pawn · c7 black pawn · d7 black pawn · f7 black pawn · g7 black pawn · h7 black pawn · c6 black knight · e6 black pawn · f6 black knight · b4 black bishop · c4 white pawn · d4 white pawn · c3 white knight · e3 white pawn · a2 white pawn · b2 white pawn · f2 white pawn · g2 white pawn · h2 white pawn · a1 white rook · c1 white bishop · d1 white queen · e1 white king · f1 white bishop · g1 white knight · h1 white rook | a8 black rook · c8 black bishop · d8 black queen · e8 black king · h8 black rook · a7 black pawn · b7 black pawn · c7 black pawn · d7 black pawn · f7 black pawn · g7 black pawn · h7 black pawn · c6 black knight · e6 black pawn · f6 black knight · b4 black bishop · c4 white pawn · d4 white pawn · c3 white knight · e3 white pawn · a2 white pawn · b2 white pawn · f2 white pawn · g2 white pawn · h2 white pawn · a1 white rook · c1 white bishop · d1 white queen · e1 white king · f1 white bishop · g1 white knight · h1 white rook | a8 black rook · c8 black bishop · d8 black queen · e8 black king · h8 black rook · a7 black pawn · b7 black pawn · c7 black pawn · d7 black pawn · f7 black pawn · g7 black pawn · h7 black pawn · c6 black knight · e6 black pawn · f6 black knight · b4 black bishop · c4 white pawn · d4 white pawn · c3 white knight · e3 white pawn · a2 white pawn · b2 white pawn · f2 white pawn · g2 white pawn · h2 white pawn · a1 white rook · c1 white bishop · d1 white queen · e1 white king · f1 white bishop · g1 white knight · h1 white rook | a8 black rook · c8 black bishop · d8 black queen · e8 black king · h8 black rook · a7 black pawn · b7 black pawn · c7 black pawn · d7 black pawn · f7 black pawn · g7 black pawn · h7 black pawn · c6 black knight · e6 black pawn · f6 black knight · b4 black bishop · c4 white pawn · d4 white pawn · c3 white knight · e3 white pawn · a2 white pawn · b2 white pawn · f2 white pawn · g2 white pawn · h2 white pawn · a1 white rook · c1 white bishop · d1 white queen · e1 white king · f1 white bishop · g1 white knight · h1 white rook | 5 |
| 4 | a8 black rook · c8 black bishop · d8 black queen · e8 black king · h8 black rook · a7 black pawn · b7 black pawn · c7 black pawn · d7 black pawn · f7 black pawn · g7 black pawn · h7 black pawn · c6 black knight · e6 black pawn · f6 black knight · b4 black bishop · c4 white pawn · d4 white pawn · c3 white knight · e3 white pawn · a2 white pawn · b2 white pawn · f2 white pawn · g2 white pawn · h2 white pawn · a1 white rook · c1 white bishop · d1 white queen · e1 white king · f1 white bishop · g1 white knight · h1 white rook | a8 black rook · c8 black bishop · d8 black queen · e8 black king · h8 black rook · a7 black pawn · b7 black pawn · c7 black pawn · d7 black pawn · f7 black pawn · g7 black pawn · h7 black pawn · c6 black knight · e6 black pawn · f6 black knight · b4 black bishop · c4 white pawn · d4 white pawn · c3 white knight · e3 white pawn · a2 white pawn · b2 white pawn · f2 white pawn · g2 white pawn · h2 white pawn · a1 white rook · c1 white bishop · d1 white queen · e1 white king · f1 white bishop · g1 white knight · h1 white rook | a8 black rook · c8 black bishop · d8 black queen · e8 black king · h8 black rook · a7 black pawn · b7 black pawn · c7 black pawn · d7 black pawn · f7 black pawn · g7 black pawn · h7 black pawn · c6 black knight · e6 black pawn · f6 black knight · b4 black bishop · c4 white pawn · d4 white pawn · c3 white knight · e3 white pawn · a2 white pawn · b2 white pawn · f2 white pawn · g2 white pawn · h2 white pawn · a1 white rook · c1 white bishop · d1 white queen · e1 white king · f1 white bishop · g1 white knight · h1 white rook | a8 black rook · c8 black bishop · d8 black queen · e8 black king · h8 black rook · a7 black pawn · b7 black pawn · c7 black pawn · d7 black pawn · f7 black pawn · g7 black pawn · h7 black pawn · c6 black knight · e6 black pawn · f6 black knight · b4 black bishop · c4 white pawn · d4 white pawn · c3 white knight · e3 white pawn · a2 white pawn · b2 white pawn · f2 white pawn · g2 white pawn · h2 white pawn · a1 white rook · c1 white bishop · d1 white queen · e1 white king · f1 white bishop · g1 white knight · h1 white rook | a8 black rook · c8 black bishop · d8 black queen · e8 black king · h8 black rook · a7 black pawn · b7 black pawn · c7 black pawn · d7 black pawn · f7 black pawn · g7 black pawn · h7 black pawn · c6 black knight · e6 black pawn · f6 black knight · b4 black bishop · c4 white pawn · d4 white pawn · c3 white knight · e3 white pawn · a2 white pawn · b2 white pawn · f2 white pawn · g2 white pawn · h2 white pawn · a1 white rook · c1 white bishop · d1 white queen · e1 white king · f1 white bishop · g1 white knight · h1 white rook | a8 black rook · c8 black bishop · d8 black queen · e8 black king · h8 black rook · a7 black pawn · b7 black pawn · c7 black pawn · d7 black pawn · f7 black pawn · g7 black pawn · h7 black pawn · c6 black knight · e6 black pawn · f6 black knight · b4 black bishop · c4 white pawn · d4 white pawn · c3 white knight · e3 white pawn · a2 white pawn · b2 white pawn · f2 white pawn · g2 white pawn · h2 white pawn · a1 white rook · c1 white bishop · d1 white queen · e1 white king · f1 white bishop · g1 white knight · h1 white rook | a8 black rook · c8 black bishop · d8 black queen · e8 black king · h8 black rook · a7 black pawn · b7 black pawn · c7 black pawn · d7 black pawn · f7 black pawn · g7 black pawn · h7 black pawn · c6 black knight · e6 black pawn · f6 black knight · b4 black bishop · c4 white pawn · d4 white pawn · c3 white knight · e3 white pawn · a2 white pawn · b2 white pawn · f2 white pawn · g2 white pawn · h2 white pawn · a1 white rook · c1 white bishop · d1 white queen · e1 white king · f1 white bishop · g1 white knight · h1 white rook | a8 black rook · c8 black bishop · d8 black queen · e8 black king · h8 black rook · a7 black pawn · b7 black pawn · c7 black pawn · d7 black pawn · f7 black pawn · g7 black pawn · h7 black pawn · c6 black knight · e6 black pawn · f6 black knight · b4 black bishop · c4 white pawn · d4 white pawn · c3 white knight · e3 white pawn · a2 white pawn · b2 white pawn · f2 white pawn · g2 white pawn · h2 white pawn · a1 white rook · c1 white bishop · d1 white queen · e1 white king · f1 white bishop · g1 white knight · h1 white rook | 4 |
| 3 | a8 black rook · c8 black bishop · d8 black queen · e8 black king · h8 black rook · a7 black pawn · b7 black pawn · c7 black pawn · d7 black pawn · f7 black pawn · g7 black pawn · h7 black pawn · c6 black knight · e6 black pawn · f6 black knight · b4 black bishop · c4 white pawn · d4 white pawn · c3 white knight · e3 white pawn · a2 white pawn · b2 white pawn · f2 white pawn · g2 white pawn · h2 white pawn · a1 white rook · c1 white bishop · d1 white queen · e1 white king · f1 white bishop · g1 white knight · h1 white rook | a8 black rook · c8 black bishop · d8 black queen · e8 black king · h8 black rook · a7 black pawn · b7 black pawn · c7 black pawn · d7 black pawn · f7 black pawn · g7 black pawn · h7 black pawn · c6 black knight · e6 black pawn · f6 black knight · b4 black bishop · c4 white pawn · d4 white pawn · c3 white knight · e3 white pawn · a2 white pawn · b2 white pawn · f2 white pawn · g2 white pawn · h2 white pawn · a1 white rook · c1 white bishop · d1 white queen · e1 white king · f1 white bishop · g1 white knight · h1 white rook | a8 black rook · c8 black bishop · d8 black queen · e8 black king · h8 black rook · a7 black pawn · b7 black pawn · c7 black pawn · d7 black pawn · f7 black pawn · g7 black pawn · h7 black pawn · c6 black knight · e6 black pawn · f6 black knight · b4 black bishop · c4 white pawn · d4 white pawn · c3 white knight · e3 white pawn · a2 white pawn · b2 white pawn · f2 white pawn · g2 white pawn · h2 white pawn · a1 white rook · c1 white bishop · d1 white queen · e1 white king · f1 white bishop · g1 white knight · h1 white rook | a8 black rook · c8 black bishop · d8 black queen · e8 black king · h8 black rook · a7 black pawn · b7 black pawn · c7 black pawn · d7 black pawn · f7 black pawn · g7 black pawn · h7 black pawn · c6 black knight · e6 black pawn · f6 black knight · b4 black bishop · c4 white pawn · d4 white pawn · c3 white knight · e3 white pawn · a2 white pawn · b2 white pawn · f2 white pawn · g2 white pawn · h2 white pawn · a1 white rook · c1 white bishop · d1 white queen · e1 white king · f1 white bishop · g1 white knight · h1 white rook | a8 black rook · c8 black bishop · d8 black queen · e8 black king · h8 black rook · a7 black pawn · b7 black pawn · c7 black pawn · d7 black pawn · f7 black pawn · g7 black pawn · h7 black pawn · c6 black knight · e6 black pawn · f6 black knight · b4 black bishop · c4 white pawn · d4 white pawn · c3 white knight · e3 white pawn · a2 white pawn · b2 white pawn · f2 white pawn · g2 white pawn · h2 white pawn · a1 white rook · c1 white bishop · d1 white queen · e1 white king · f1 white bishop · g1 white knight · h1 white rook | a8 black rook · c8 black bishop · d8 black queen · e8 black king · h8 black rook · a7 black pawn · b7 black pawn · c7 black pawn · d7 black pawn · f7 black pawn · g7 black pawn · h7 black pawn · c6 black knight · e6 black pawn · f6 black knight · b4 black bishop · c4 white pawn · d4 white pawn · c3 white knight · e3 white pawn · a2 white pawn · b2 white pawn · f2 white pawn · g2 white pawn · h2 white pawn · a1 white rook · c1 white bishop · d1 white queen · e1 white king · f1 white bishop · g1 white knight · h1 white rook | a8 black rook · c8 black bishop · d8 black queen · e8 black king · h8 black rook · a7 black pawn · b7 black pawn · c7 black pawn · d7 black pawn · f7 black pawn · g7 black pawn · h7 black pawn · c6 black knight · e6 black pawn · f6 black knight · b4 black bishop · c4 white pawn · d4 white pawn · c3 white knight · e3 white pawn · a2 white pawn · b2 white pawn · f2 white pawn · g2 white pawn · h2 white pawn · a1 white rook · c1 white bishop · d1 white queen · e1 white king · f1 white bishop · g1 white knight · h1 white rook | a8 black rook · c8 black bishop · d8 black queen · e8 black king · h8 black rook · a7 black pawn · b7 black pawn · c7 black pawn · d7 black pawn · f7 black pawn · g7 black pawn · h7 black pawn · c6 black knight · e6 black pawn · f6 black knight · b4 black bishop · c4 white pawn · d4 white pawn · c3 white knight · e3 white pawn · a2 white pawn · b2 white pawn · f2 white pawn · g2 white pawn · h2 white pawn · a1 white rook · c1 white bishop · d1 white queen · e1 white king · f1 white bishop · g1 white knight · h1 white rook | 3 |
| 2 | a8 black rook · c8 black bishop · d8 black queen · e8 black king · h8 black rook · a7 black pawn · b7 black pawn · c7 black pawn · d7 black pawn · f7 black pawn · g7 black pawn · h7 black pawn · c6 black knight · e6 black pawn · f6 black knight · b4 black bishop · c4 white pawn · d4 white pawn · c3 white knight · e3 white pawn · a2 white pawn · b2 white pawn · f2 white pawn · g2 white pawn · h2 white pawn · a1 white rook · c1 white bishop · d1 white queen · e1 white king · f1 white bishop · g1 white knight · h1 white rook | a8 black rook · c8 black bishop · d8 black queen · e8 black king · h8 black rook · a7 black pawn · b7 black pawn · c7 black pawn · d7 black pawn · f7 black pawn · g7 black pawn · h7 black pawn · c6 black knight · e6 black pawn · f6 black knight · b4 black bishop · c4 white pawn · d4 white pawn · c3 white knight · e3 white pawn · a2 white pawn · b2 white pawn · f2 white pawn · g2 white pawn · h2 white pawn · a1 white rook · c1 white bishop · d1 white queen · e1 white king · f1 white bishop · g1 white knight · h1 white rook | a8 black rook · c8 black bishop · d8 black queen · e8 black king · h8 black rook · a7 black pawn · b7 black pawn · c7 black pawn · d7 black pawn · f7 black pawn · g7 black pawn · h7 black pawn · c6 black knight · e6 black pawn · f6 black knight · b4 black bishop · c4 white pawn · d4 white pawn · c3 white knight · e3 white pawn · a2 white pawn · b2 white pawn · f2 white pawn · g2 white pawn · h2 white pawn · a1 white rook · c1 white bishop · d1 white queen · e1 white king · f1 white bishop · g1 white knight · h1 white rook | a8 black rook · c8 black bishop · d8 black queen · e8 black king · h8 black rook · a7 black pawn · b7 black pawn · c7 black pawn · d7 black pawn · f7 black pawn · g7 black pawn · h7 black pawn · c6 black knight · e6 black pawn · f6 black knight · b4 black bishop · c4 white pawn · d4 white pawn · c3 white knight · e3 white pawn · a2 white pawn · b2 white pawn · f2 white pawn · g2 white pawn · h2 white pawn · a1 white rook · c1 white bishop · d1 white queen · e1 white king · f1 white bishop · g1 white knight · h1 white rook | a8 black rook · c8 black bishop · d8 black queen · e8 black king · h8 black rook · a7 black pawn · b7 black pawn · c7 black pawn · d7 black pawn · f7 black pawn · g7 black pawn · h7 black pawn · c6 black knight · e6 black pawn · f6 black knight · b4 black bishop · c4 white pawn · d4 white pawn · c3 white knight · e3 white pawn · a2 white pawn · b2 white pawn · f2 white pawn · g2 white pawn · h2 white pawn · a1 white rook · c1 white bishop · d1 white queen · e1 white king · f1 white bishop · g1 white knight · h1 white rook | a8 black rook · c8 black bishop · d8 black queen · e8 black king · h8 black rook · a7 black pawn · b7 black pawn · c7 black pawn · d7 black pawn · f7 black pawn · g7 black pawn · h7 black pawn · c6 black knight · e6 black pawn · f6 black knight · b4 black bishop · c4 white pawn · d4 white pawn · c3 white knight · e3 white pawn · a2 white pawn · b2 white pawn · f2 white pawn · g2 white pawn · h2 white pawn · a1 white rook · c1 white bishop · d1 white queen · e1 white king · f1 white bishop · g1 white knight · h1 white rook | a8 black rook · c8 black bishop · d8 black queen · e8 black king · h8 black rook · a7 black pawn · b7 black pawn · c7 black pawn · d7 black pawn · f7 black pawn · g7 black pawn · h7 black pawn · c6 black knight · e6 black pawn · f6 black knight · b4 black bishop · c4 white pawn · d4 white pawn · c3 white knight · e3 white pawn · a2 white pawn · b2 white pawn · f2 white pawn · g2 white pawn · h2 white pawn · a1 white rook · c1 white bishop · d1 white queen · e1 white king · f1 white bishop · g1 white knight · h1 white rook | a8 black rook · c8 black bishop · d8 black queen · e8 black king · h8 black rook · a7 black pawn · b7 black pawn · c7 black pawn · d7 black pawn · f7 black pawn · g7 black pawn · h7 black pawn · c6 black knight · e6 black pawn · f6 black knight · b4 black bishop · c4 white pawn · d4 white pawn · c3 white knight · e3 white pawn · a2 white pawn · b2 white pawn · f2 white pawn · g2 white pawn · h2 white pawn · a1 white rook · c1 white bishop · d1 white queen · e1 white king · f1 white bishop · g1 white knight · h1 white rook | 2 |
| 1 | a8 black rook · c8 black bishop · d8 black queen · e8 black king · h8 black rook · a7 black pawn · b7 black pawn · c7 black pawn · d7 black pawn · f7 black pawn · g7 black pawn · h7 black pawn · c6 black knight · e6 black pawn · f6 black knight · b4 black bishop · c4 white pawn · d4 white pawn · c3 white knight · e3 white pawn · a2 white pawn · b2 white pawn · f2 white pawn · g2 white pawn · h2 white pawn · a1 white rook · c1 white bishop · d1 white queen · e1 white king · f1 white bishop · g1 white knight · h1 white rook | a8 black rook · c8 black bishop · d8 black queen · e8 black king · h8 black rook · a7 black pawn · b7 black pawn · c7 black pawn · d7 black pawn · f7 black pawn · g7 black pawn · h7 black pawn · c6 black knight · e6 black pawn · f6 black knight · b4 black bishop · c4 white pawn · d4 white pawn · c3 white knight · e3 white pawn · a2 white pawn · b2 white pawn · f2 white pawn · g2 white pawn · h2 white pawn · a1 white rook · c1 white bishop · d1 white queen · e1 white king · f1 white bishop · g1 white knight · h1 white rook | a8 black rook · c8 black bishop · d8 black queen · e8 black king · h8 black rook · a7 black pawn · b7 black pawn · c7 black pawn · d7 black pawn · f7 black pawn · g7 black pawn · h7 black pawn · c6 black knight · e6 black pawn · f6 black knight · b4 black bishop · c4 white pawn · d4 white pawn · c3 white knight · e3 white pawn · a2 white pawn · b2 white pawn · f2 white pawn · g2 white pawn · h2 white pawn · a1 white rook · c1 white bishop · d1 white queen · e1 white king · f1 white bishop · g1 white knight · h1 white rook | a8 black rook · c8 black bishop · d8 black queen · e8 black king · h8 black rook · a7 black pawn · b7 black pawn · c7 black pawn · d7 black pawn · f7 black pawn · g7 black pawn · h7 black pawn · c6 black knight · e6 black pawn · f6 black knight · b4 black bishop · c4 white pawn · d4 white pawn · c3 white knight · e3 white pawn · a2 white pawn · b2 white pawn · f2 white pawn · g2 white pawn · h2 white pawn · a1 white rook · c1 white bishop · d1 white queen · e1 white king · f1 white bishop · g1 white knight · h1 white rook | a8 black rook · c8 black bishop · d8 black queen · e8 black king · h8 black rook · a7 black pawn · b7 black pawn · c7 black pawn · d7 black pawn · f7 black pawn · g7 black pawn · h7 black pawn · c6 black knight · e6 black pawn · f6 black knight · b4 black bishop · c4 white pawn · d4 white pawn · c3 white knight · e3 white pawn · a2 white pawn · b2 white pawn · f2 white pawn · g2 white pawn · h2 white pawn · a1 white rook · c1 white bishop · d1 white queen · e1 white king · f1 white bishop · g1 white knight · h1 white rook | a8 black rook · c8 black bishop · d8 black queen · e8 black king · h8 black rook · a7 black pawn · b7 black pawn · c7 black pawn · d7 black pawn · f7 black pawn · g7 black pawn · h7 black pawn · c6 black knight · e6 black pawn · f6 black knight · b4 black bishop · c4 white pawn · d4 white pawn · c3 white knight · e3 white pawn · a2 white pawn · b2 white pawn · f2 white pawn · g2 white pawn · h2 white pawn · a1 white rook · c1 white bishop · d1 white queen · e1 white king · f1 white bishop · g1 white knight · h1 white rook | a8 black rook · c8 black bishop · d8 black queen · e8 black king · h8 black rook · a7 black pawn · b7 black pawn · c7 black pawn · d7 black pawn · f7 black pawn · g7 black pawn · h7 black pawn · c6 black knight · e6 black pawn · f6 black knight · b4 black bishop · c4 white pawn · d4 white pawn · c3 white knight · e3 white pawn · a2 white pawn · b2 white pawn · f2 white pawn · g2 white pawn · h2 white pawn · a1 white rook · c1 white bishop · d1 white queen · e1 white king · f1 white bishop · g1 white knight · h1 white rook | a8 black rook · c8 black bishop · d8 black queen · e8 black king · h8 black rook · a7 black pawn · b7 black pawn · c7 black pawn · d7 black pawn · f7 black pawn · g7 black pawn · h7 black pawn · c6 black knight · e6 black pawn · f6 black knight · b4 black bishop · c4 white pawn · d4 white pawn · c3 white knight · e3 white pawn · a2 white pawn · b2 white pawn · f2 white pawn · g2 white pawn · h2 white pawn · a1 white rook · c1 white bishop · d1 white queen · e1 white king · f1 white bishop · g1 white knight · h1 white rook | 1 |
|   | a | b | c | d | e | f | g | h |   |

- Мајстор спорта СССР-а – 1945.
- Интернационални мајстор – 1950.
- Учесник квалификационог циклуса за светског првака – 1953. и 1971.
- Учесник међузонских турнира – 1952, 1970 и 1973.
- Учесник „меча века“ – 1970.
- Шампион СССР-а – 1956.
- Освајач медаља на шампионату СССР-а – 1949, 1952, 1954, 1962, 1965, 1967 и 1969.
- Победник на шаховској олимпијади – 1956.
- Победник на европском тимском шампионату – 1961, 1965, 1970 и 1977.
- Победник на тимском шампионату СССР-а – 1960 и 1962.
- Победник на Спартакијади, где је био представник Лењинграда – 1948, 1955, 1958, 1969, 1975 и 1983.
- Шампион Лењинграда – 1948, 1950, 1952, 1961 и 1973.
- Победник на шампионату Русије – 1960.
- Светски шампион међу ветеранима – 1993, 1994.
- Победник на европском тимском купу – 1976. (члан шаховског клуба Буревсник)
- Освајач медаље на европском тимском купу – 1982. (члан шаховског клуба Буревсник)
- Освајач купа СССР-а – 1961, 1968, 1971, 1974 и 1976 (члан шаховског клуба Буревсник)
- Победник и освајач медаља на више од 80 међународних турнира.
- Аутор више шаховских књига и монографија које је издао у неколико земаља на више језика.
- Изврсни шаховски ТВ коментатор.
- Клавирски виртуоз